# Белфонт (Пенсилванија)
Белфонт (енгл. Bellefonte) град је у америчкој савезној држави Пенсилванија.

## Демографија
По попису из 2010. године број становника је 6.187, што је 208 (-3,3%) становника мање него 2000. године.
| Група             | 2000.         | 2010.         |
| Белци             | 6.195 (96,9%) | 5.893 (95,2%) |
| Афроамериканци    | 58 (0,9%)     | 91 (1,5%)     |
| Азијати           | 30 (0,5%)     | 32 (0,5%)     |
| Хиспаноамериканци | 38 (0,6%)     | 85 (1,4%)     |
| Укупно            | 6.395         | 6.187         |